# Saint-Martin-de-Bavel
Saint-Martin-de-Bavel ist eine französische Gemeinde mit 431 Einwohnern (Stand 1. Januar 2022) im Département Ain in der Region Auvergne-Rhône-Alpes. Sie gehört zum Kanton Belley im Arrondissement Belley. Die Bewohner nennen sich die Saint-Martinans.

## Geografie
Die Gemeinde Saint-Martin-de-Bavel liegt in der Berglandschaft Bugey auf einem Plateau zwischen den Flusstälern von Séran und Arène, elf Kilometer nördlich von Belley. Sie grenzt im Nordosten an Artemare, im Osten und Südosten an Ceyzérieu, im Südwesten an Cuzieu, im Westen an Virieu-le-Grand und im Nordwesten an Valromey-sur-Séran.

## Bevölkerungsentwicklung
| Jahr                       | 1962 | 1968 | 1975 | 1982 | 1990 | 1999 | 2011 | 2021 |
| -------------------------- | ---- | ---- | ---- | ---- | ---- | ---- | ---- | ---- |
| Einwohner                  | 305  | 304  | 304  | 282  | 327  | 332  | 436  | 436  |
| Quellen: Cassini und INSEE |      |      |      |      |      |      |      |      |

## Sehenswürdigkeiten

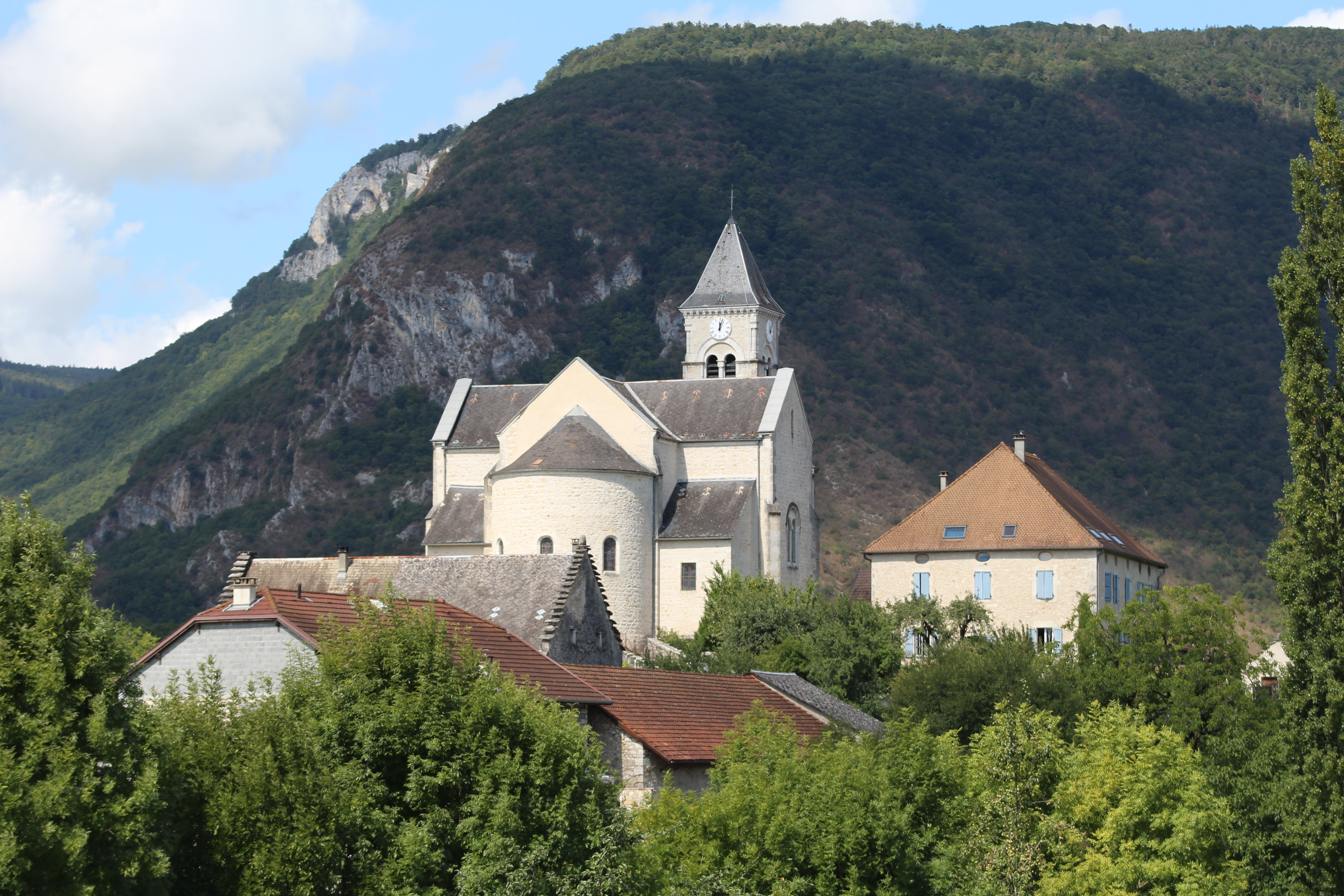
Kirche Saint-Martin
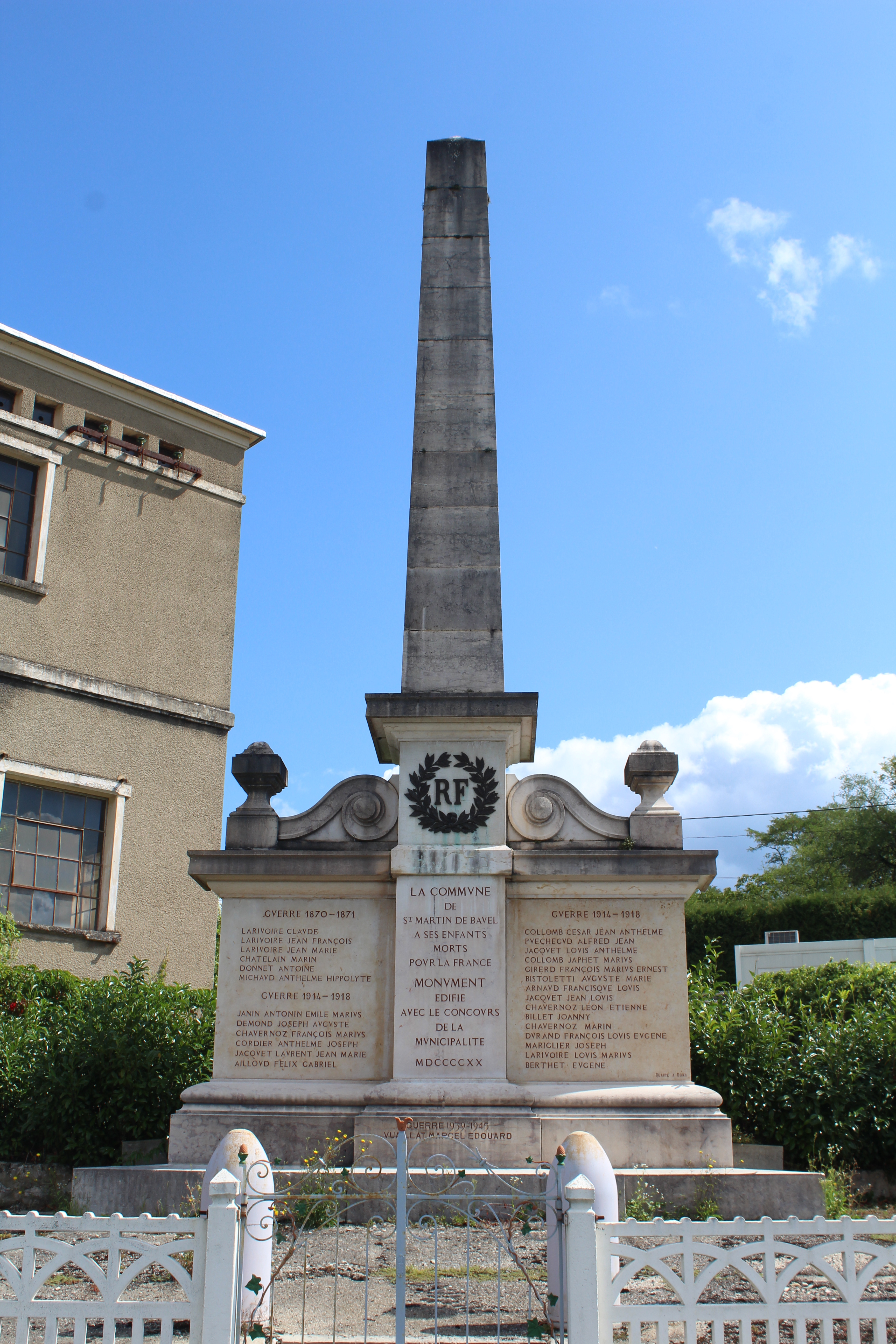
Gefallenendenkmal

- Kirche Saint-Martin
- Gefallenendenkmal

## Weinbau
In Saint-Martin-de-Bavel gibt es im Nordwesten und Süden kleinere Rebflächen, die für das Prädikat Vin du Bugey zugelassen sind.